# Drumoak
Drumoak, schottisch-gälisch: Druim M’Aodhaig, ist eine Ortschaft an der Westgrenze der schottischen Council Area Aberdeenshire. Sie ist etwa 16 km westsüdwestlich des Stadtzentrums von Aberdeen und neun Kilometer ostnordöstlich von Banchory am nördlichen Ufer des Dee gelegen.

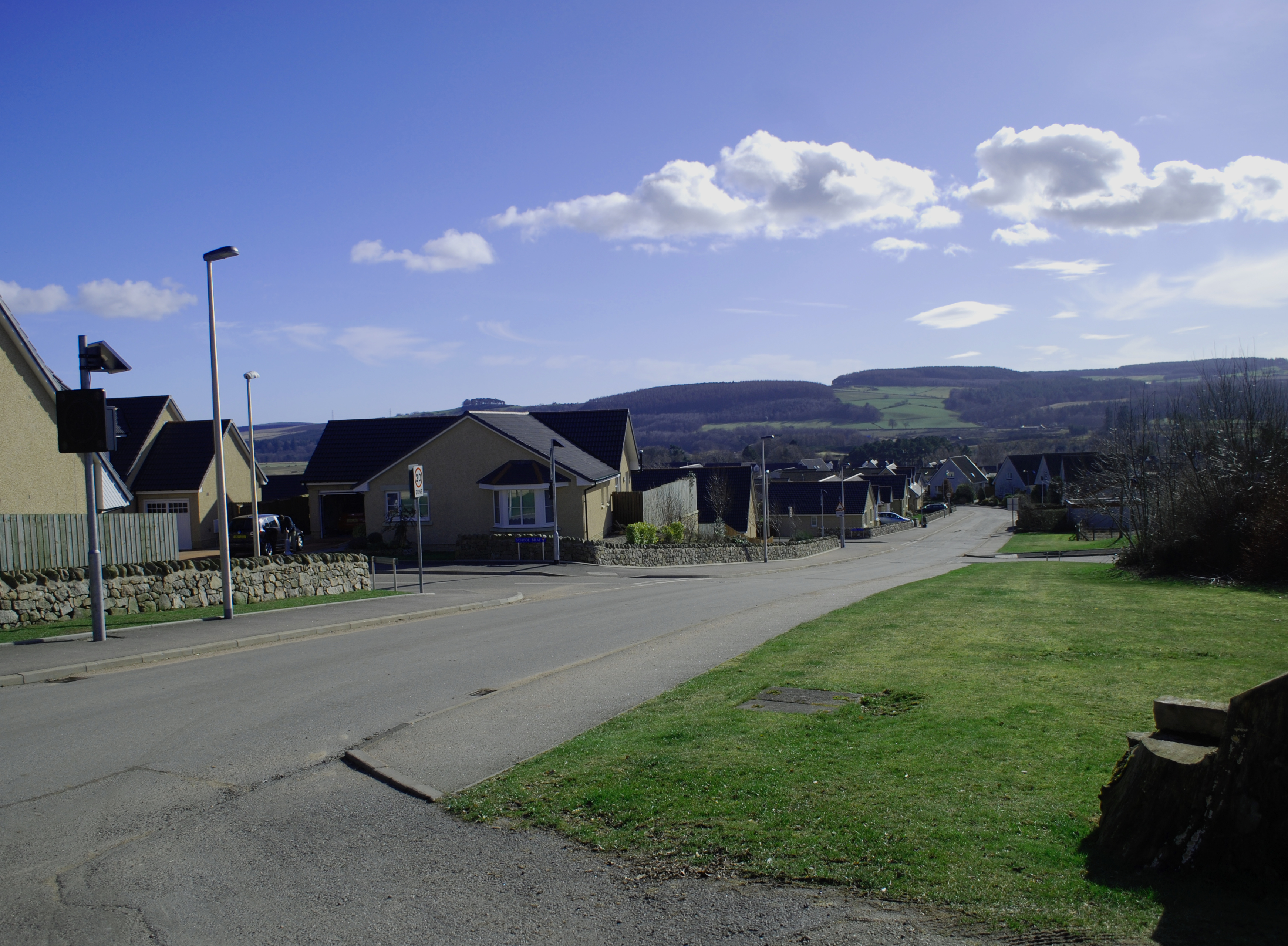
Gebäude in Drumoak
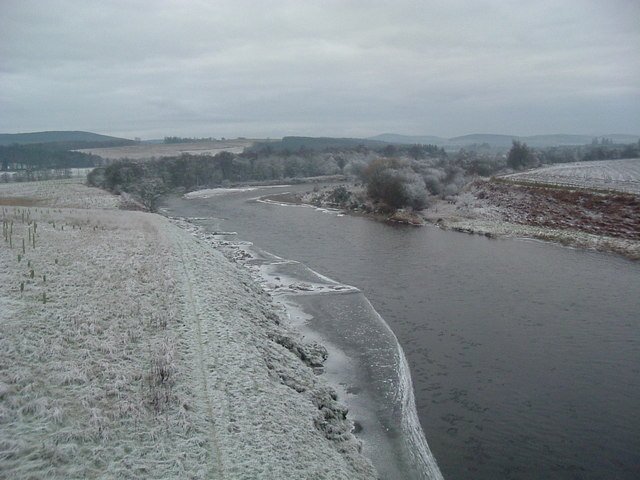
Der Dee bei Drumoak
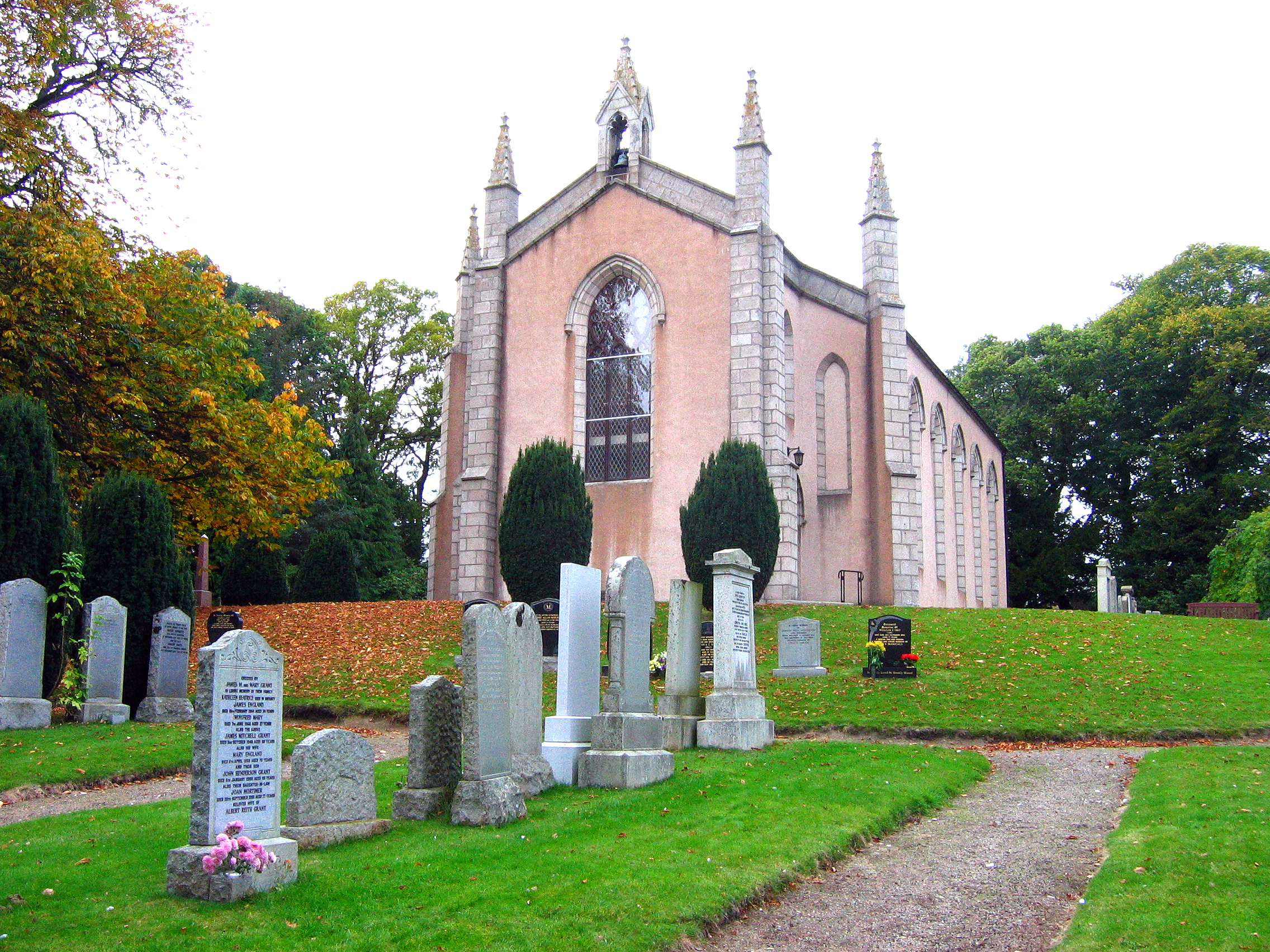
Gemeindekirche von Drumoak

## Geschichte
Etwa 1,5 km nordwestlich von Drumoak liegt Drum Castle. Dieses stammt aus dem 13. Jahrhundert und wurde im Jahre 1323 von Robert the Bruce an William de Irwyn übergeben. 1871 fand eine Modernisierung des Gebäudes statt, das bis 1975 Stammsitz des Clans Irvine war. In diesem Jahr ging es in den Besitz des National Trust for Scotland über.
Im Jahre 2011 verzeichnete Drumoak 853 Einwohner.

## Verkehr
Die A93 verläuft durch Drumoak und schließt die Ortschaft an das Fernstraßennetz an. Wenige hundert Meter südlich führt eine Nebenstraße auf einer 1854 errichteten Brücke über den Dee. Bis zur Einstellung der Deeside Line 1966 hatte Drumoak mit dem Bahnhof Park Eisenbahnanschluss.